# Мої університети
«Мої університети» (рос. Мои университеты) — радянський повнометражний художній фільм за однойменною автобіографічною трилогією Максима Горького. Попередні частини трилогії: «Дитинство Горького» (1938) і «В людях» (1939)

## Сюжет
Альоша Пєшков приїжджає в Казань вчитися. Університет для нього виявився нездійсненною мрією, довелося шукати роботу, жити без притулку. Думи молодого Пєшкова про життя ще більш важкі, ніж саме життя. У хвилину розпачу він наважується на самогубство… Фільм являє собою заключну частину кінотрилогії, знятої за автобіографічними творами Максима Горького.

## У ролях
- Микола Вальберт —  Олексій Пєшков
- Володимир Баратов —  Андрій Степанович Деренков (немає в титрах)
- Ірина Федотова —  Марія Степанівна Деренкова (немає в титрах)
- Степан Каюков —  Василь Семенов, господар пекарні
- Микола Дорохін —  Осип Шатунов
- Микола Плотников —  Никифорич, городовий
- Лев Свердлін —  сторож-татарин
- Данило Сагал —  Гурій Плетньов, студент
- М. Поволоцький —  Микола Євреїнов, студент
- Павло Шпрингфельд —  Васька Грачик
- Михайло Трояновський —  професор Студентський
- Володимир Марута —  Ромась
- Олександр Грузинський —  Кузін
- Ірина Федотова —  Маша
- Валентина Данчева —  жінка
- Павло Дождєв —  Яшка Бубенчик
- К. Зюбко —  бородатий булочник
- А. Смолко —  Пашка-циган
- Федір Одиноков —  Мєлов  (немає в титрах)
- Іван Матвєєв —  Уланов

## Знімальна група
- Автор сценарію: Марк Донськой
- Режисер: Марк Донськой
- Оператор: Петро Єрмолов
- Художник: Іван Степанов
- Композитор: Лев Шварц